# Zdravniki brez meja
Zdravniki brez meja (francosko Médecins Sans Frontières, MSF, izg. [medsɛ̃ sɑ̃ fʁɔ̃tjɛʁ] ()) so mednarodna humanitarna nevladna organizacija (NVO), ki je najbolj znana po svojih projektih v vojnih območjih in državah v razvoju, kjer prebivalstvo bremenijo endemične bolezni. V letu 2015 organizacija ponuja medicinsko pomoč preko več kot 30.000 oseb, praviloma lokalnih zdravnikov, medicinskih tehnikov, vodnih in sanitarnih inženirjev, administratorjev in drugega osebja po več kot 70 državah sveta. Veliko večino tega osebja predstavljajo prostovoljci. Organizacija se financira večinoma preko zasebnih posamičnih donacij, deloma pa tudi korporativnih donacij. Letni proračun je približno 700 milijonov evrov.
Médecins Sans Frontières so bili ustanovljeni 20. decembra 1971 kot posledica nigerijske državljanske vojne zaradi katere je majhna skupina francoskih zdravnikov in novinarjev želela razširiti dostopnost do zdravstvene oskrbe prek nacionalnih meja in ne glede na raso, vero, versko ali politično pripadnost. V ta namen organizacija poudarja, »neodvisnost in nepristranskost« ter izrecno izključuje politične, gospodarske ali verske dejavnike pri delovanju. Zaradi teh razlogov je pomembno, da omejuje količino prejetih sredstev od državnih ali medvladnih organizacij. Tako se lahko MSF kot organizacija prosto opredeljuje glede vojnih dejanj, korupcije in drugih ovir za zdravstveno oskrbo oz. humanosti nasploh. Samo enkrat v svoji zgodovini, med genocidom v Ruandi leta 1994, je organizacija pozivala k vojaškemu posredovanju. 
MSF svoja načela in operativne smernice sprejemajo avtonomno v svojem statutu in drugih operativnih aktih in načelih. Operativne odločitve se sprejemajo v petih večjih centrih (Amsterdam, Barcelona-Atene, Bruselj, Ženeva in Pariz). Mednarodni svet se sestaja v Ženevi, kjer ima sedež tudi mednarodni urad organizacije. MSF ima splošni posvetovalni status pri Ekonomskem in socialnem svetu OZN. Leta 1999 je organizacija prejela Nobelovo nagrado za mir kot priznanje za »prizadevanje svojih članov pri dajanju zdravstvene oskrbe v kriznih žariščih in ozaveščanju mednarodne skupnosti o možnih humanitarnih katastrofah.«
Zdravniki brez meja niso ista organizacija kot Médecins du Monde (Zdravniki sveta), ki je bila ustanovljena deloma iz članstva prvotne organizacije, a gre sedaj za povsem neodvisno nevladno organizacijo brez uradne povezave z MSF.

## Oblikovanje organizacije

### Biafra
V Nigerijski državljanski vojni iz let 1967 do 1970 so nigerijski vojaki oblikovali blokado okoli upornikov v južno-vzhodni regiji Biafra. Francija je v državljanski vojni podpirala upornike, druge večje države pa so se postavile na stran Nigerije. Mednarodna skupnost je bila o stanju v regiji neobveščena. Takrat je vrsta francoskih zdravnikov pod okriljem Rdečega križa prostovoljno odšla nudit zdravstveno in humanitarno oskrbo v bolnišnice v oblegani Biafri. Eden od soustanoviteljev kasnejše organizacije je bil Bernard Kouchner, ki je kasneje postal visoki francoski politik.
Po vstopu v državo Nigerijo so bili prostovoljci poleg biafranskih zdravstvenih delavcev in bolnišnic izpostavljeni napadom nigerijske vojske in priča umorjenih civilistov in načrtnega stradanja upornikov z blokado območja. Zdravniki so javno kritizirali nigerijsko vlado in Rdeči Križ za njihovo domnevno vpletenost in sodelovanje. Kasneje so zdravniki s te skupine ugotovili, da bi bila koristna nova organizacija za zdravstveno pomoč, ki bi lahko delovala brez ozira na politične oz. verske meje in bolje poskrbela za žrtve.

### Ustanovitev leta 1971
Skupina Groupe d'Intervention Médicale et Chirurgicale sl Urgence (»Skupina za nujne medicinske in kirurške intervencije«) je bila ustanovljena leta 1971 iz francoskih zdravnikov, ki so delali v Biafri. Ob istem času je nastajala tudi francoska skupina Secours Médical Français (Francoska zdravstvena pomoč) za pomoč prizadetim zaradi ciklona v Bholi (1970), kjer je umrlo najmanj 625.000 ljudi v Vzhodnem Pakistanu (zdaj Bangladeš). Prostovoljce je zbiral urednik francoske medicinske revije TONUS in skušal organizirati akcijo pomoči. 22. decembra 1971 sta se skupini združili v Médecins Sans Frontières.
Med ustanovitelji so: Jacques Bérès, Philippe Bernier, Raymond Borel, Jean Cabrol, Marcel Delcourt, Xavier Emmanuelli, Pascal Grellety Bosviel, Gérard Illiouz, Bernard Kouchner, Gérard Pigeon, Vladan Radoman, Max Récamier in Jean-Michel Wild.

## Delovanje

### Ruanda
Ko se je aprila 1994 pričel genocid v Ruandi, so nekateri delegati MSF, ki so bili vključeni v Mednarodni Odbor Rdečega Križa (ICRC), postali del medicinske ekipe za zaščito prebivalstva. Skupini sta sodelovali in vodili vse glavne bolnišnice v Kigaliju, prestolnici Ruande, ter jih obdržali operativni skozi najhujši del dobe genocida. MSF je skupaj z več drugimi organizacijami morala zapustiti državo leta 1995, čeprav je veliko prostovoljcev sledilo politiki Rdečega križa glede ohranjanja nevtralnosti. MSF je takrat javno pozvala k francoski vojaški intervenciji v regiji, ki je vsaj posredno sprožila hudo begunsko krizo v sosednjih državah. Veliko članov MSF je takrat pričelo podpirati nevtralno vlogo kot boljše izhodišče za ponujanje zdravstvene nege kot prevzemanje vloge hkratnih pričevalcev dogajanja, kar je bil dotedaj pomemben vidik identitete organizacije. Razprava je pomembno vplivala na evolucijo MSF, ki je po zasnovi postala bolj podobna Rdečemu križu.

### Hrvaška
Z delom so pričeli 19. oktobra 1991. Pomagali so z evakuacijo 112 ranjencev iz bolnišnice v Vukovarju. Kasneje so delovali z dolgoročnimi projekti, namenjenimi duševnemu zdravju, obnavljanju zdravstvenih objektov in porodni medicini.

### Bosna in Hercegovina
Organizacija je delovala kot pomoč beguncem, skrbela za je romsko manjšino in duševno zdravje. V Srebrenici je bila edina delujoča organizacija pred pokolom, leta 1995 je bila prisiljena zapustiti mesto. Skrbeli so za mnoge kosovske begunce, ki so prehajali ta območja.

### Srbija
Na območju Kosova so bili aktivni od leta 1993 naprej. Organizacija je ponujala zdravstveno nego in zaklonišča za prebivalstvo med Natovim bombardiranjem. Organizirali so tudi psihološke svetovalnice za žrtve posttravmatskega sindroma. V tem času je prišlo do razkola znotraj MSF in izključitve grške podružnice, pri čemer si izjave nasprotujejo: vodstvo MSF je kot vzrok navedlo dejstvo, da so si grški prostovoljci zagotovili vstop v državo tako, da so sprejeli pogoje srbske vojske glede svojega delovanja, kar krši načelo nepristranskosti. Srbski mediji pa so trdili, da se je organizacija odkrito postavila na stran Albancev, ko je pomagala Natu z obveščevalnimi podatki in izključila grške prostovoljce zato, ker so med bombardiranjem Prištine nudili oskrbo tudi Srbom.
Tudi v času miru so Zdravniki brez meja poročali o hudih pritiskih in zastraševanju lokalnega prebivalstva. Prostovoljci organizacije so sodelovali tudi pri odpravljanju posledic poplav leta 2002 in potresu na jugu Kosova.

## Stalne misije
V Akciji za dostop do osnovnih zdravil, ki se je pričela konec leta 1999, zagotavlja MSF glas in poziv, ki naj bi dvignil zavedanje o pomanjkanju učinkovitega zdravljenja in cepiv, na voljo v državah v razvoju. Leta 1999 je organizacija tudi govorila o pomanjkanju humanitarne pomoči na Kosovu in v Čečeniji, kjer imajo nastavljene misije nalogo pomagati civilistom ne glede na vplive vsakokratne politične oblasti.
Podobno stanje je bilo ugotovljeno v Čečeniji, kjer je bilo civilno prebivalstvo v veliki meri prisiljeno zapustiti svoje domove in bilo izpostavljeno nezdravim razmeram ter nasilju druge čečenske vojne.
Zdravniki brez meja so šli kot organizacija skozi dolg proces samoobravnave, samovrednotenja in pregleda dosedajšnjega delovanja v letih 2005-2006. Razpravljali so o mnogih vprašanjih, tako delu zdravnikov, ki delujejo lokalno kot del organizacije, delu prostovoljcev, poštenem zaposlovanju in nujnosti samokritike pri prostovoljnih dejavnostih.

## Struktura misije
Pred pričetkom misije v državi ekipa MSF obišče območje za določitev narave humanitarne krize, raven varnosti v območju in kakšna pomoč je potrebna. 

### Ekipa misije
Misija je običajno sestavljena iz majhnega števila koordinatorjev in vodje. Vodja misije ima po navadi največ izkušenj in se ukvarja z mediji, nacionalnimi vladami in drugimi humanitarnim organizacijami. Ta oseba ni nujno zdravnik.
Medicinski prostovoljci so zdravniki, kirurgi, medicinske sestre in različni drugi strokovnjaki. Poleg operacijskih, medicinskih in prehranskih komponent misija vključuje tudi izobraževanje lokalnega zdravstvenega osebja in sodelovanje z njim ali vsaj zagotovljanje zasilnega usposabljanja.

### Medicinska komponenta
Akcije cepljenja so pomemben del zdravstvene oskrbe MSF misij. Bolezni kot so davica, ošpice, meningitis, tetanus, oslovski kašelj, rumena mrzlica, otroška paraliza in kolera so redke v razvitih državah in jih je mogoče preprečiti s cepljenjem. Nekatere od teh bolezni, kot so kolera in ošpice, se hitro razširijo v velikih populacijah, ki živijo v neposredni bližini, kar je v bistvu dober opis begunskega taborišča. Ljudje morajo tako biti imunizirani v velikem številu v kratkem času. Za primer v Beiri v Mozambiku je v letu 2004 prejela eksperimentalno cepivo proti koleri dvakrat skupina približno 50.000 prebivalcev v približno enem mesecu.
Enako pomemben del zdravstvene oskrbe MSF misij je AIDS zdravljenje (s protiretrovirusnimi zdravili), testiranje in izobraževanje prebivalstva. MSF je edini vir zdravljenja za mnoge države v Afriki, katerih državljani sestavljajo večino ljudi z virusom HIV in AIDS po svetu. Ker protiretrovirusna zdravila niso na voljo, MSF običajno zagotavlja oskrbo za zdravljenje oportunističnih okužb in izobražuje javnosti o tem, kako upočasniti prenos bolezni.
V večini držav MSF poveča zmogljivosti lokalnih bolnišnic za izboljšanje higienskih razmer, zagotavljanje opreme in zdravil in usposabljanje lokalnega bolnišničnega osebja. Ob preobremenjenem osebju MSF lahko odprejo nove specializirane klinike za zdravljenje endemičnih bolezni ali za operativne posege žrtvam vojne. 
Glede na naravo škode se oblikujejo različne dejavnosti, ki jih opravljajo Zdravniki brez meja. Tako dejavnosti gredo v smer psihosocialne pomoči, razbremenitve stresa, spolne izobrazbe, spolnih bolezni, zdravljenje zasvojenosti, poučevanje lokalnega zdravniškega osebja psihološke oskrbe.

### Prehrana
Pogosto je v primeru misije v državi problematike zmerne ali hude podhranjenosti zaradi vojne, suše, ali ekonomske krize. Namerno stradanje je včasih tudi uporabljano med vojno kot orožje, in MSF, poleg zagotavljanja hrane, prinaša glas javnosti, da se te stvari dogajajo in tako lažje pridobivajo mednarodno pomoč in intervencije. Nalezljive bolezni in driska, ki povzroči izgubo telesne teže in slabitev posameznikovega telesa (zlasti pri otrocih), se morajo reševati z zdravili in pravilno prehrano, da se prepreči nadaljnje okužbe in hujšanje. Kombinacija zgoraj navedenih situacij, ob državljanski vojni v času suše in nalezljivih bolezni, izbruhov, lahko ustvari pravo lakoto.
V nujnih primerih, kadar obstaja pomanjkanje hranljivih živil, vendar ne na ravni resnične lakote, je najbolj pogosta beljakovinska energijska podhranjenost med mlajšimi otroci. Marasmus, oblika kaloričnega pomanjkanja, je najbolj pogosta oblika otroške podhranjenosti in je značilna oblika izgube telesne mase in pogosto usodne slabitve imunskega sistema. Kvašiorkor, oblika kalorične in beljakovinske prikrajšanosti je bolj resna vrsta podhranjenosti pri majhnih otrokih in lahko negativno vpliva na telesni in duševni razvoj. Obe vrsti podhranjenosti veljata za vir oportunističnih okužb s smrtnim izidom. V teh situacijah Zdravniki brez meja postavijo Terapevtske centre za hranjenje za spremljanje otrok in drugih ogroženih skupin posameznikov.
Terapevtski center za hranjenje (ali Terapevtski program za hranjenje) je namenjen za zdravljenje hude podhranjenosti skozi postopno uvajanje posebne diete, namenjene spodbujanju telesne mase pri posamezniku, ki je deležen zdravstvene oskrbe iz drugih razlogov. Program je razdeljen na dve fazi:
- Faza 1 traja 24 ur in vključuje osnovne zdravstvene oskrbe in več manjših obrokov z nizko porabo energije/beljakovinskih živil, ki so razporejene čez dan.
- Faza 2 zajema spremljanje bolnika in več manjših obrokov visoko energetskih/beljakovinskih živil, ki so razporejene čez vsak dan, dokler posameznik ne pridobi normalne telesne teže.

MSF uporablja živila, ki so izdelani posebej za zdravljenje hude podhranjenosti. Dehidracija, včasih zaradi driske ali kolere, je prav tako lahko prisotna v populaciji in MSF tako ponudi rehidracijo. 

### Voda in sanitarije
Sanitarije so bistveni del misije in to lahko vključuje tudi izobraževanje lokalnega medicinskega osebja o pravilni sterilizacijski tehniki, čistilni projekti, ustrezno odlaganje odpadkov in izobraževanje prebivalstva o osebni higieni. Pravilno čiščenje odpadnih voda in sanitarne vode so najboljši način, da se prepreči širjenje resnih preko vode prenosljivih bolezni kot je kolera. Pravilno odstranjevanje smeti lahko vključujejo jame za običajne odpadke in skrb za sežig medicinskih odpadkov. Vendar pa je najbolj pomembna tema pri sanitarnih delih predvsem izobraževanje lokalnega prebivalstva, tako da se pravilno urejanje odpadkov in vode lahko nadaljuje tudi ko MSF zapusti območje.

### Statistike
Poleg epidemioloških raziskav MSF uporablja tudi raziskave populacije za določitev stopnje nasilja v različnih regijah. Z oceno področij pobojev in določanja stopenj ugrabitev, posilstev in umorov povečujejo verjetnost, da se lahko primerno organizirajo dejavnosti v populaciji. Ocene takšnih stopenj, pa tudi težav s splošnim duševnim zdravjem populacije, zmanjšanjem samomora in drugih obremenjujočih zapletov v kriznih žariščih, dosežejo z uporabo anket in analize teh rezultatov. Objektivnost rezultatov še ni povsem dodelana.

## Nobelova nagrada za mir
Takratni predsednik MSF James Orbinski je Nobelovo nagrado za mir sprejel in tudi opravil predavanje v imenu organizacije v letu 1999. Orbinski je potrdil zavezanost organizacije, da javno ponuja tisku težave in zaplete, ki jih je organizacija doživela med izvajanjem dejavnosti. Tišina je bila dolga leta povezana z nevtralnostjo v imenu humanitarnosti. To ni stališče Zdravnikov brez meja. Od začetka je bil MSF ustvarjen v nasprotju te domneve. Nismo prepričani, da besede lahko vedno rešujejo življenja, vendar vemo, da tišina lahko gotovo ubije."

## Imenovanje
Število drugih nevladnih organizacij je uvedlo imenovanje podobno kot organizacija Zdravniki "brez meja" ali "Sans Frontières", na primer, Inženirji brez meja in Novinarji brez meja.